# Dielektrikum

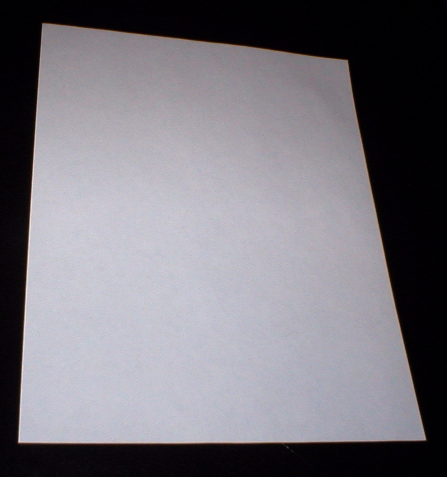
Dielektrikum je i obyčejný papír (přesněji celulóza), ale pro zlepšení dielektrických vlastností se napouští různými látkami, např. pryskyřicemi

Dielektrikum je látka (izolant), která má schopnost polarizace (tedy být polarizována).

## Polarizace dielektrika

Schéma polárního dielektrika v elektrickém poli.

Schéma nepolárního dielektrika v elektrickém poli.

Vložením izolantu do elektrického pole nastává jev, který se nazývá polarizace dielektrika. Při polarizaci se z atomů nebo molekul dielektrika (nepolární dielektrikum) působením přitažlivé a odpudivé elektrické síly stanou elektrické dipóly – dojde k nesymetrickému rozložení částic s elektrickým nábojem uvnitř atomů nebo molekul (blíž k jedné straně elektrony, blíž ke druhé straně jádro atomu). Taková polarizace se nazývá atomová polarizace. Některé látky (polární dielektrika, např. voda) obsahují elektrické dipóly i bez působení vnějšího elektrického pole. Jejich směr je ale chaotický a při polarizaci dojde pouze k uspořádání dipólů do jednoho směru. Taková polarizace se nazývá orientační polarizace.
Všechny elektrické dipóly mají při polarizaci stejnou polaritu opačnou k polaritě vnějšího elektrického pole. Tím se velikost vnějšího elektrického pole zmenšuje. Poměr intenzity E0 vnějšího elektrického pole k intenzitě výsledného elektrického pole E udává relativní permitivita dielektrika εr:
{\displaystyle \varepsilon _{r}={\frac {E_{0}}{E}}}

## Vodivost dielektrik
{\displaystyle G=\sigma \cdot {\frac {S}{d}}}
σ… měrná vodivost
Ve slabých polích jsou příčinou vzniku volných nosičů nábojů cizí atomy nebo příměsi které disociují. Vodivost ve slabých polích má iontový charakter.

### Příčina vodivosti
Elektrony se pohybují a naráží na neutrální částice (nárazová ionizace), které ionizují. Při velkém počtu částic může dojít k elektrickému průrazu izolantu, tzn., že izolant přestane být izolantem a stává se součástí vodiče.

### Průraz dielektrika
Působením silného elektrického pole může dojít k průrazu dielektrika, tzn., že uvnitř dielektrika se vytvoří vodivé spojení, kterým může procházet elektrický proud. Po dráze elektrického proudu se díky velké elektrické síle vytrhují elektrony z atomů nebo molekul. Může dojít k trvalému nebo k dočasnému poškození dielektrika.
Velikost maximálního elektrického pole, při němž ještě nedojde k průrazu, se nazývá dielektrická pevnost a závisí na velikosti ionizační práce, potřebné k ionizaci (uvolnění elektronu z atomu). Možnost průrazu též charakterizuje průrazné napětí, které udává nejmenší velikost napětí, které způsobí průraz při dané tloušťce dielektrika.
Hodnoty dielektrické pevnosti E pro některá dielektrika:
| látka      | E [106 V·m−1] |
| ---------- | ------------- |
| vzduch     | 3             |
| sklo       | 14            |
| papír      | 30            |
| polystyren | 50            |

## Dielektrické ztráty
Při působení proměnného elektrického pole na dielektrikum (kondenzátor) se část elektrické energie přemění v teplo, kterým se dielektrikum ohřívá.

Dielektrickou ztrátu si lze představit z jednoduchého modelu. Pokud máme ideální kondenzátor bez ztrát elektrické energie, pak proud předbíhá napětí v kondenzátoru o φ = 90° (střídavé napětí). V případě reálného kondenzátoru je ale posun proudu vůči napětí menší než φ < 90°, což je způsobeno tím, že část elektrické energie se přeměnila na teplo. A tato energie je dána zbytkem úhlu do 90°, tedy "ztrátový úhel" = 90° minus "φ (reálného kondenzátoru)". Tangens tohoto úhlu odpovídá dielektrické ztrátě.

## Použití dielektrik
Elektrické izolanty se používají především k izolaci elektrických vodičů (kabelů), k oddělení vodivých částí spotřebičů, ke zvýšení kapacity kondenzátorů.